# Гречаний Яків Степанович
Яків Степанович Гречаний (Потребич-Гречаний) — український державний діяч в добу Гетьманщини, канцелярист генеральної канцелярії Війська Запорозького, контролював нодходження та витрати гетьманської скарбниці. Полковий осавул Гадяцького полку.

## Біографія
Батько Якова Гречаного — Степан Гречаний (Потребич-Гречаний) у 1663—1665 роках був генеральним писарем у гетьмана Івана Брюховецького. У чолобитній царям на Івана Самойловича є ряд положень, які вказують на причетність до її написання і Степана Гречаного. Іван Мазепа, очевидно, віддячив гадяцькому полковому судді за участь у змові наданням сіл Римарівки та Оксютинців, а також наближенням до себе його сина.
Канцелярист Яків Гречаний у резиденції гетьмана фактично виконував функції скарбника. Контролював надходження коштів у гетьманську скарбницю і за наказом зверхника видавав певні суми на поточні та військові витрати.
Потрапивши в московський полон, канцелярист під час першого допиту вдавав, що нічого не знає. Лише другий допит показав, що він володіє дуже цінною інформацією.
Яків Гречаний був засланий до Сибіру. Його друзі в Гетьманщині клопоталися про повернення засланця додому. Відчуваючи їхню підтримку, останній теж «оттуду присылает непрестанное челобитие, и ссылается в невинности своей в том на него Гамалея».
Князь Дмитро Голіцин 20 червня 1712 писав Івану Скоропадському:
| «И понеже тот Гречаный Вашему Превосходительству донес, что об нем розыск есть в Киеве, объявляю о том Гречаном: в прошлом 709 году, как изволил быть Царское Величество в Киеве и при нем оный граф и кавалер Гаврило Иванович, и писал он господин граф указом Его Величества, дабы об нем Гречаном взять свидетельство, как он сказывал, будто не по своей воле при Мазепе был, но пойман, и на кого он в том пошлется, и тех во свидетельство допросить, и особо по доношению его, Гречанаго, о Гамалее». |
З повідомлення гетьмана від 5 січня 1712 Г. Головіну дізнаємося, що
| «Гречаного зась жены на Сибір посилати ні к кому, понеже и сам Гречаный ньіні не в Сибіри, але в Киеве в Сият. Князя Его Милости, Димитрия Михайловича Голіцина, найдуется, о котором Его Сиятельство розисковал, а, узнавши его невинность, уволил и писал о нем до Его Милости, Федора Ивановича Протасиева». |
Після амністії Яків Гречаний оселився в Гадячі, де у 1725—1729 роках був полковим осавулом.